# Danilo Cóccaro
Danilo Erardo Cóccaro Díaz (22 de agosto de 1991) es un futbolista uruguayo que juega como delantero en Cerro de la Primera División de Uruguay.

## Logros y participaciones internacionales
- Copa Libertadores - Racing Club de Montevideo 2009.
- Selección uruguaya sub-20 Sudamericano Perú 2011.
- Subcampeón de la Copa Bielorrusia 2013.
- Europa League - Dinamo Minsk 2013
- Copa Sudamericana - Rentistas 2014
- Copa Sudamericana - Fuerza Amarilla 2017
- Campeón Serie B de Uruguay - Club Atlético Progreso

## Clubes
| Club                  | País        | Año       | Partidos | Goles | Asistencias |
| --------------------- | ----------- | --------- | -------- | ----- | ----------- |
| C. A. Progreso        | Uruguay     | 2008-2009 | 14       | 11    | 4           |
| Racing                | Uruguay     | 2009-2011 | 35       | 9     | 2           |
| C. A. Rentistas       | Uruguay     | 2011-2012 | 15       | 5     | 4           |
| F. K. Dinamo Minsk    | Bielorrusia | 2012-2014 | 45       | 12    | 1           |
| C. A. Rentistas       | Uruguay     | 2014-2016 | 27       | 8     | 2           |
| Fuerza Amarilla S. C. | Ecuador     | 2016-2017 | 23       | 7     | 3           |
| C. A. Progreso        | Uruguay     | 2017-2018 | 31       | 7     | 11          |
| Sydney F. C.          | Australia   | 2019      | 16       | 4     | 2           |
| C. A. Villa Teresa    | Uruguay     | 2020      | 33       | 4     | 3           |
| C. A. Cerro           | Uruguay     | 2022-act. | 46       | 6     | 1           |